# Ya te vas a mejorar
«Ya Te Vas a Mejorar» es la cuarta canción del octavo álbum de estudio de El Cuarteto de Nos, Revista ¡¡Ésta!!. En el 2004 para el álbum homónimo de la banda, la canción fue regrabada.

## Video musical
El video musical fue grabado en 1998. En el, se ve al grupo tocando la canción y comiendo un asado.

## Personal
- Roberto Musso: segunda Guitarra y coros
- Ricardo Musso: guitarra principal y voz
- Santiago Tavella: bajo y coros
- Álvaro Pintos: batería y coros

- Datos: Q108312117